# Madame Kruimelaars
Madame Kruimelaars (Engels: Madam Puddifoot's) is een theehuis dat voorkomt in de Harry Potter-boekenreeks van de Britse schrijfster J.K. Rowling. Het is gelegen in het tovenaarsdorpje Zweinsveld, aan een zijweg van de hoofdstraat.
Het theehuis is drukbezocht door de stelletjes van Zweinstein voor een afspraakje. Op Valentijnsdag huurt Madame Kruimelaar zwevende gouden engeltjes in die roze confetti naar de stelletjes gooien. Hier vierde ook Harry Potter (in het vijfde boek) Valentijnsdag met Cho Chang.